# Liste des cavités naturelles les plus profondes de la Corrèze
La liste des cavités naturelles les plus profondes de la Corrèze recense, sous forme de tableau(x), les cavités souterraines naturelles connues dans ce département français, dont le dénivelé est supérieur ou égal à vingt mètres.
La communauté spéléologique considère qu'une cavité souterraine naturelle n'existe vraiment qu'à partir du moment où elle est « inventée » c'est-à-dire découverte (ou redécouverte), inventoriée, topographiée et publiée. Bien sûr, la réalité physique d'une cavité naturelle est la plupart du temps bien antérieure à sa découverte par l'homme ; cependant tant qu'elle n'est pas explorée, mesurée et révélée, la cavité naturelle n'appartient pas au domaine de la connaissance partagée.
La liste spéléométrique des 12 plus profondes cavités naturelles de la Corrèze (≥ vingt mètres) est actualisée à décembre 2020.
La plus profonde cavité souterraine naturelle répertoriée dans le département de la Corrèze est  « le réseau de la Couze », sur les communes de Noailles et Chasteaux (cf. ligne 1 du tableau ci-dessous).

## Cavités de la Corrèze (France) dont le dénivelé est supérieur ou égal à 20 mètres
12 cavités sont recensées au 31-12-2020.
| N° | Cavité (autres noms)           | Commune               | Massif ou zone   | Coord. (WGS 84)             | Déniv. (mètres) | Dévelop. (mètres) | Sources ou références     | Mise à jour |
| -- | ------------------------------ | --------------------- | ---------------- | --------------------------- | --------------- | ----------------- | ------------------------- | ----------- |
| 1  | Réseau de la Couze             | Noailles et Chasteaux | Causse de Martel | 45° 05′ 07″ N, 1° 29′ 54″ E | +103, m         | +16 426, m        | Spéléométrie de la France | 2000-12     |
| 2  | Perte de la Ferrière           | Chartrier-Ferrière    | Causse de Martel | 45° 03′ 00″ N, 1° 25′ 56″ E | +090, m         | +0603, m          | Spéléométrie de la France | 2000-12     |
| 3  | Grotte de la Garnie            | Nonards               |                  | 45° 01′ 06″ N, 1° 48′ 51″ E | +045, m         | +0455, m          | Spéléométrie de la France | 2000-12     |
| 4  | Abîme de l'Anémone             | Perpezac-le-Blanc     |                  | 45° 14′ 09″ N, 1° 20′ 08″ E | +036, m         | NC                | Spéléométrie de la France | 2000-12     |
| 5  | Gouffre de la Charnie          | Ayen                  |                  |                             | +035, m         | NC                | Spéléométrie de la France | 2000-12     |
| 6  | Aven de la Font Trouvée        | Noailles              | Causse de Martel | 45° 04′ 49″ N, 1° 30′ 42″ E | +035, m         | +0154, m          | Spéléométrie de la France | 2000-12     |
| 7  | Grotte du tunnel de Murel      | Chasteaux             | Causse de Martel | 45° 03′ 43″ N, 1° 28′ 14″ E | +030, m         | +0804, m          | Spéléométrie de la France | 2000-12     |
| 8  | Gouffre du Château de Perpezac | Perpezac-le-Blanc     |                  | 45° 13′ 26″ N, 1° 19′ 43″ E | +027, m         | NC                | Spéléométrie de la France | 2000-12     |
| 9  | Abîme de la Fage               | Noailles              | Causse de Martel | 45° 04′ 45″ N, 1° 31′ 34″ E | +027, m         | +0705, m          | Spéléométrie de la France | 2000-12     |
| 10 | Grotte du tunnel de Fontille   | Chasteaux             | Causse de Martel | 45° 04′ 56″ N, 1° 28′ 43″ E | +026, m         | +1 500, m         | Spéléométrie de la France | 2000-12     |
| 11 | Grotte des Jendelles           | Perpezac-le-Blanc     |                  | 45° 13′ 48″ N, 1° 20′ 01″ E | +025, m         | +0130, m          | Spéléométrie de la France | 2000-12     |
| 12 | Aven des Compagnons            | Chasteaux             | Causse de Martel |                             | +022, m         | NC                | Spéléométrie de la France | 2000-12     |